# كلير لو كلارك
كلير لو كلارك (بالفرنسية: Claire Leclerc )‏ (و. 1915 – 2009 م) هي، من فرنسا، توفيت عن عمر يناهز 94 عاماً.